# سيدكلاي
سيدكلاي فيريرا بيريرا (بالبرتغالية: Sidcley‏) هو لاعب كرة قدم برازيلي في مركز الظهير الأيسر ولد في يوم 13 مايو 1993 في مدينة فيلا فاليا في البرازيل، يلعب حالياً مع نادي دينامو كييف في أوكرانيا وسبق له اللعب مع نادي كورنثيانز وأتلتيكو غويانيينسي وأتلتيكو باراناينسي ونادي كتاندوفنسه ونادي الشارقة في الإمارات ونادي لينياريس.

## روابط خارجية
- سيدكلاي على موقع الاتحاد الأوربي (الإنجليزية)
- سيدكلاي على موقع اتحاد أوكرانيا (الإنجليزية)
- سيدكلاي على موقع قاعدة بيانات كرة القدم.إي يو (الإنجليزية)
- سيدكلاي على موقع Soccerway.com (الإنجليزية)
- سيدكلاي على موقع عالم كرة القدم.نت (الإنجليزية)
- سيدكلاي على موقع AS.com (الإسبانية)